# 808

## Události
- dánský král Godofrid uspořádal výpravu proti Obodritům; během výpravy bylo zničeno město Rarog

## Narození
- Hemma z Altdorfu, východofranská královna († 31. ledna 876)
- Walafrid Strabo

## Hlavy státu
- Papež – Lev III. (795–816)
- Anglie
  - Wessex – Egbert
  - Essex – Sigered (798–825)
  - Mercie – Coenwulf (796–821)
  - Kent – Cuthred (798–809)
- Franská říše – Karel I. Veliký (768–814)
- První bulharská říše – Krum
- Byzantská říše – Nikeforos I. (802–811)
- Svatá říše římská – Karel I. Veliký